# 急進主義
急進主義（きゅうしんしゅぎ、英語: Radicalism、ラディカリズム）とは、政治学において、革命等の手段による社会構造の変更や価値体系の根本的変更を主眼とする政治原理である。
類似語に原理主義など、対比語として漸進主義など。

## 用語
英語の「ラディカリズム」（radicalism）はラテン語: radix （根）に由来する。この用語は18世紀に創出され、次第に全ての政治的範囲を包括するように変化したが、革命的社会変化によって「根本から変える」という内包的原理をもち続けている。
ブリタニカ百科事典によると「急進」の最初の政治的な使用はイギリスのホイッグ党議員であるチャールズ・ジェームズ・フォックスであると記録している。1797年に彼は参政権を一般成年男子に開放する「急進的改革 (radical reform) 」を提案した。それによって「急進」が英国議会の改革を支持するものをさす慣用句用法を確立させた。19世紀の間に、この用語は政治的観念・信条と結合され、労働者階級急進主義・中流階級急進主義・哲学的急進主義・民主急進主義・ブルジョワ急進主義・トーリー急進主義・平民急進主義などの用語が使用された。結果的には政治的影響力のある急進的指導者が彼らの政治的急進主義の流行を生じさせた（例：Spencean radicalism・Carlilean radicalism）。哲学的分野では、フランスの政治学者ジャン＝ジャック・ルソーが、ジョン・ロックの自由主義のアンチテーゼとして、共和主義の政治哲学（すなわちフランス革命や他の近代的革命）同様に政治的な急進主義を提唱している主要な理論家である。

## 概要
政治的急進主義の様態は社会改良主義 （19世紀初期ごろ）から保守的急進主義にまで至り、各々における穏健派の対義語となっている。19世紀のCyclopaedia of Political Science （1881, 1889）は“radicalism is characterized less by its principles than by the manner of their application”（急進主義は、その信条よりも請求の態度によって特徴づけられる）と報告している。現代の政治的急進主義者は原義を損なう程度に保守的であるにもかかわらず、保守はしばしば「急進」という言葉を侮蔑的に使う。つまり現代における「急進」や「急進主義」、「政治的急進主義」の定義は、極左や急進左派 、極右（急進右派） を包括する。